# Liopropoma latifasciatum
Liopropoma latifasciatum är en fiskart som först beskrevs av Tanaka 1922.  Liopropoma latifasciatum ingår i släktet Liopropoma och familjen havsabborrfiskar. Inga underarter finns listade i Catalogue of Life.